# Аквапарк Рамаяна
| Аквапарк Рамаяна тай. สวนน้ำรามายณะ                                                            |                                                                      |
|                                                                                               |                                                                      |
| Координати: 12°45′04.59″ пн. ш. 100°57′45.66″ сх. д. / 12.7512750° пн. ш. 100.9626833° сх. д. |                                                                      |
| Країна                                                                                        | Таїланд                                                              |
| Місце знаходження                                                                             | Паттая, провінція Чонбурі                                            |
| Дата відкриття                                                                                | 5 травня 2016                                                        |
| Режим роботи                                                                                  | цілий рік                                                            |
| Години роботи                                                                                 | щодня з 10:00 до 18:00                                               |
| Площа                                                                                         | 18,4 гектар                                                          |
| Басейни                                                                                       | 3                                                                    |
| Водні атракціони                                                                              | 21                                                                   |
| Сайт                                                                                          | ramayanawaterpark.com [Архівовано 10 грудня 2020 у Wayback Machine.] |
| Розташування аквапарку Рамаяна                                                                |                                                                      |
| План аквапарку Рамаяна                                                                        |                                                                      |
| Аквапарк Рамаяна - вид зверху                                                                 |                                                                      |

Аквапа́рк Рама́яна (тай. สวนน้ำรามายณะ) — тематичний аквапарк, розташований в 15 кілометрах на південь від Паттаї (провінція Чонбурі), в 1,5 годинах їзди на автомобілі від Бангкоку. На сьогодні це найбільший аквапарк в Таїланді і один з найбільших у всій Південно-Східній Азії.

## Історія
У листопаді 2011 року відбулася урочиста церемонія освячення та закладення першого каменя у фундамент будівництва аквапарку «Рамаяна». Загальна вартість проекту склала більше 46 мільйонів доларів США. Аквапарк офіційно відкрився для відвідувачів в травні 2016 року.

## Загальна інформація
«Рамаяна» є найбільшим аквапарком в Азії, розташованим на території понад 18 гектарів землі, в 20 км на південь від Паттаї, недалеко від відомих виноградників «SilverLake» і найбільшого зображення Будди (Khao Chi Chan). Парк оточений природним ландшафтом з зеленими пагорбами, водоспадами, озерами та річками. Аквапарк є тематичним місцем, головною ідеєю якого стало «забуте стародавнє місто». Розробкою тематики аквапарку займалася компанія ATECH, яка раніше проектувала Діснейленд в Гонконгу. Вода в аквапарк  надходить з власних підземних джерел, проходячи багатоступеневу очистку через фільтраційні системи від компаній Pentair і Wayfit.

## Атракціони
Все обладнання (водні атракціони) для аквапарку зроблені і встановлені компанією WhiteWater West (Канада).
Аквапарк пропонує 21 водяну гірку, а деякі з них є просто унікальними. Наприклад: атракціони «Python» і «Aquaconda» з величезними (діаметром 6 метрів) тунелями і вплетенням одного тунелю в інший; атракціони «Dueling Aquacoaster», здвоєні слайди з однаковою траєкторією спуску, де спочатку ви падаєте вниз, а потім водний потік штовхає вас вгору і так сім разів; River slide спуск вниз в «ледачу» річку».
Водяні атракціони можна розділити на кілька груп: слайди екстремального спуску («Freefall» і «Aqualoop», спуск через капсулу); рафтинг-слайди («Python», «Aquaconda» і «Boomerango»); слайди з більш плавним ковзанням («Serpantine», «Spiral» і «River slide») і слайди для змагань («The Mat Racer» і «Dueling Aquacoaster»).
В аквапарку є «лінива» річка», протяжністю 600 метрів з різними водоспадами і гейзерами, басейн з подвійними хвилями різної висоти (довжина пляжу 150 метрів), а також басейн для занять активними видами спорту (довжина 60 метрів) і бар, розташований безпосередньо в басейні  з джакузі.
Розваги на суші це : майданчикз з піском для активних видів спорту, прогулянка вздовж берега річки, дитячий лабіринт, плавучий ринок, острів зі скульптурою на скелі, годування слонів і культурні програми.
На території аквапарку «Рамаяна» знаходяться дві дитячі ігрові зони: Перша - з різними фонтанами і різним рівнем води, призначена для самих маленьких відвідувачів аквапарку. Друга – дитяче водяне містечко з гірками, водними гарматами, драбинками, фонтанчиками і величезною бочкою на самому верху, яка періодично наповнюючись водою, перекидається вниз. Діти також можуть користуватися атракціонами «лінива» річка, басейн з подвійними хвилями, лабіринтом, а також можна погодувати слонів і відвідати острів зі скульптурою на скелі під наглядом дорослих.

## Послуги
«Рамаяна» пропонує для відвідувачів: ресторани, бари і кафе, з різноманітною кухнею, включаючи дитячий ресторан; шафки для зберігання особистих речей, рушники, більше 40 бесідок для відпочинку, масажний салон, СПА з рибками (фіш-пілінг); безкоштовний високошвидкісний Wi-Fi і магазин з продажу супутніх товарів, де можна придбати: дорослі та дитячі купальні костюми, головні убори, шльопанці, сувеніри та багато іншого. Оплачувати їжу, напої і додаткові послуги в аквапарку можна безготівковим шляхом, заздалегідь поклавши гроші на спеціальний браслет.